# Latonigena auricomis
Espèce
Latonigena auricomis est une espèce d'araignées aranéomorphes de la famille des Gnaphosidae.

## Distribution
Cette espèce se rencontre au Brésil au Rio Grande do Sul, en Uruguay et en Argentine dans les provinces de Río Negro, de La Pampa, de Córdoba, de Buenos Aires et d'Entre Ríos et à Buenos Aires,.

## Description
Le mâle décrit par Jorge, Carrión, Grismado et Simó en 2013 mesure 6,4 mm et la femelle 9,2 mm

## Publication originale
- Simon, 1893 : Études arachnologiques. 25e Mémoire. XL. Descriptions d'espèces et de genres nouveaux de l'ordre des Araneae. Annales de la Société Entomologique de France, vol. 62, p. 299-330 (texte intégral).